# Förkärla kyrka
Förkärla kyrka är en kyrkobyggnad i Förkärla i Lunds stift. Den är församlingskyrka i Ronneby församling. 

## Kyrkobyggnaden
Kyrkan uppfördes troligen i början av 1200-talet och var ursprungligen en tornlös gråstensbyggnad bestående av ett långhus  och ett rakslutande kor i öster samt en  sakristia i norr som tillkom något senare.
Kyrkklockorna hade sin plats i en klockstapel.
Åren 1863 - 65 skedde en stor ombyggnad som förändrade kyrkans exteriör från att ha medeltidskyrkan  till en kyrka i 1800-tals karaktär. Kyrkans båda kortsidor revs liksom sakristian.I anslutning till koret i öster byggdes en absid som istället kom att fungera som sakristia. I väster uppfördes ett torn med plats för kyrkklockorna vilken innebar att klockstapeln revs.
I tornbyggnadens nedre del är vapenhuset beläget samt huvudingången. Tornet avslutas med en  lanternin krönt av en spira med ett kors.
I tornets klockvåning hänger två klockor gjutna 1712 och 1732.
År 1937-1938 byggdes en ny sakristia på norra sidan. Absiden ändrades från att ha varit sakristia till en  avslutning på koret.  Under vintern 2022-2023 höll pastoratet kyrkan stängd på grund av det höga elpriset.

## Interiör och inventarier
Interiören med långhustaket med tunnvalv och de höga fönstren präglas till en viss del av 1800-talets nyklassicistiska stilideal av ljusa luftiga kyrkorum.Men i frilagda delar av de vitkalkade murarna finns prov på  renässanskonst.
Kyrkans äldsta inventarium är  Triumfkrucifixet utfört 1530.
Predikstolen vid södra väggen med uppgång via en trappa är tillverkad av en okänd mästare under 1600-talet. I korgens bildfält finns målningar föreställande evangelisterna.
Kyrkans bänkinredning tillkom vid 1938 års kyrkorestaurering, men gavlarna och de rikt  bemålade dörrar härrör från 1600-1700-talen.
Den nuvarande läktaren som bärs upp av kolonner och ersatte en tidigare läktare tillkom vid kyrkans ombyggnad 1836.
I kyrkan hänger två huvudbaner eller begravningsvapen över amiralitetskammarrådet H.A. Lövfenskjöld  begravd 1765 och hans svåger viceamiralen Mattias Lilljenanckar död 1786.

## Orgeln

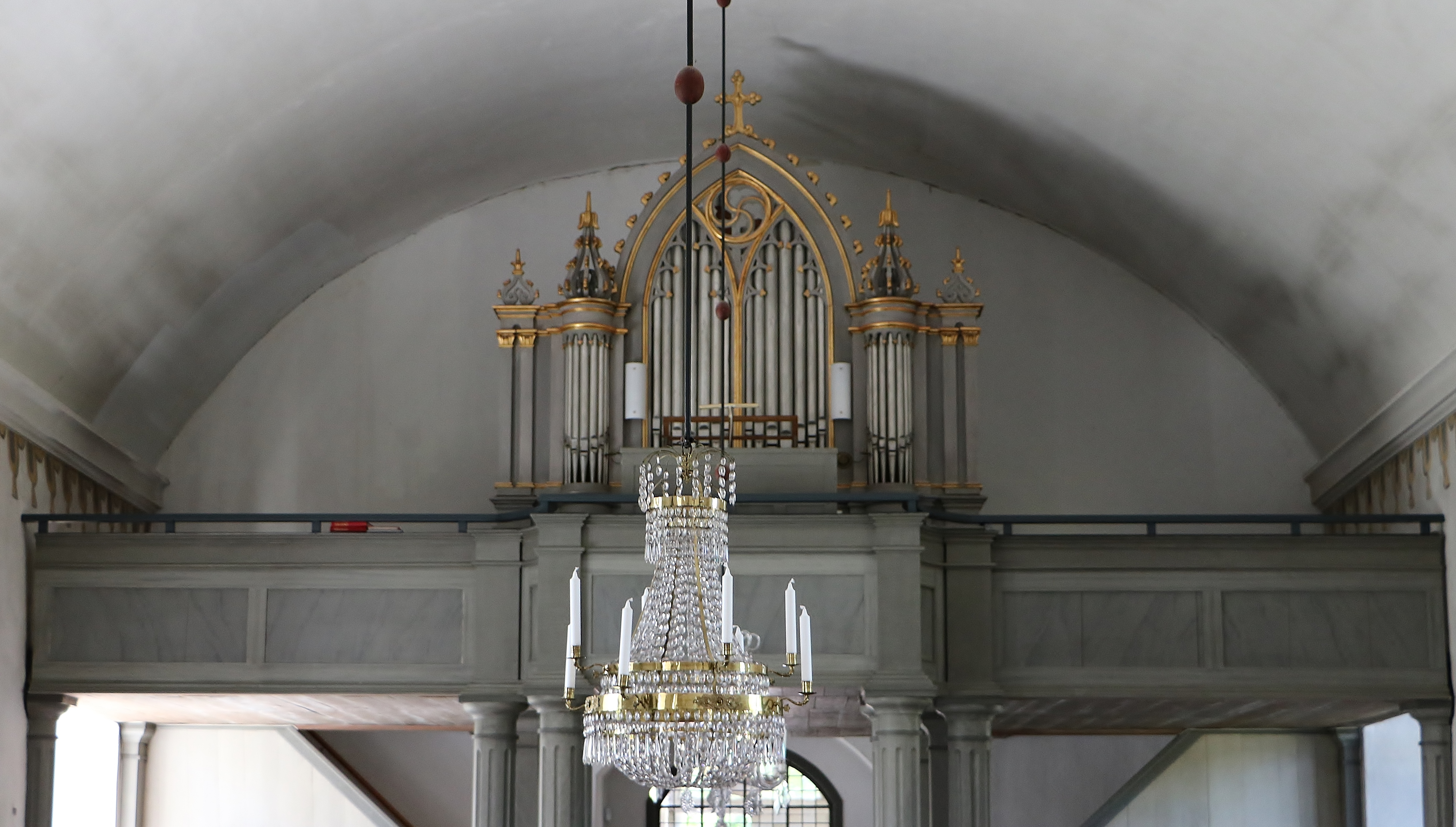
Orgeln med Hawermans fasad

Orgeln med 14 stämmor är byggd 1928 av Mårtenssons orgelfabrik AB, Lund och är en pneumatisk orgel. Den tidigare orgeln var bygd 1866 av Andreas Jönsson Åberg i Hjortsberga och hade 6 stämmor.Orgelfasaden härrör från 1865 och är ritad av  J A Hawerman.
Disposition:
| Huvudverk I         | Svällverk II    | Pedalverk  | Koppel    |
| Borduna 16'         | Gemshorn 8'     | Subbas 16' | I/P       |
| Principal 8'        | Rörflöjt 8'     | Cello 8'   | II/P      |
| Flûte harmonique 8' | Salicional 8'   |            | II/I      |
| Gedackt 8'          | Voix céleste 8' |            | I 4'/I    |
| Gamba 8'            | Fugara 4'       |            | II 4'/I   |
| Octava 4'           |                 |            | II 16'/II |
| Trumpet 8'          |                 |            |           |

## Bildgalleri

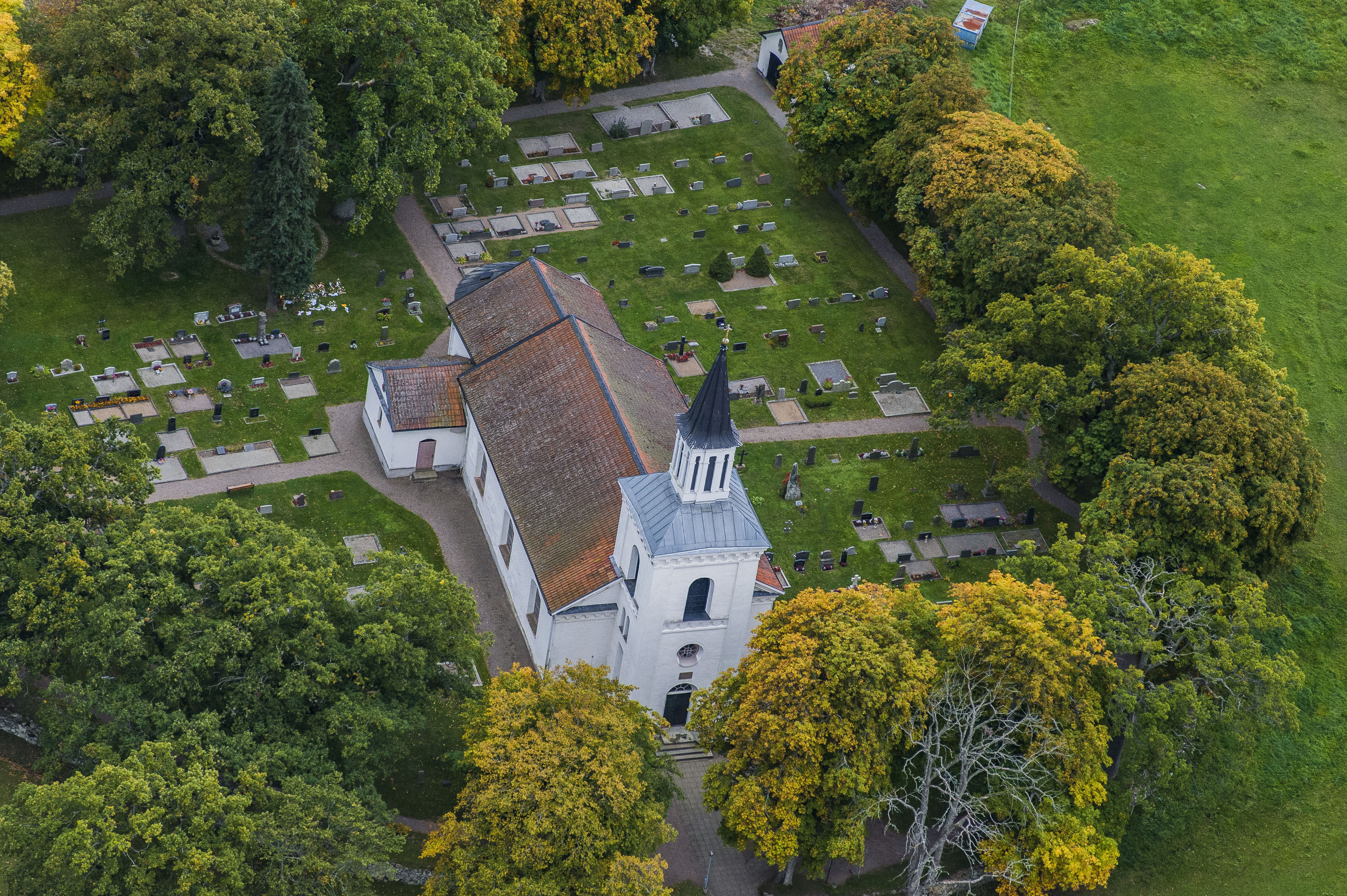
Kyrkan och kyrkogården
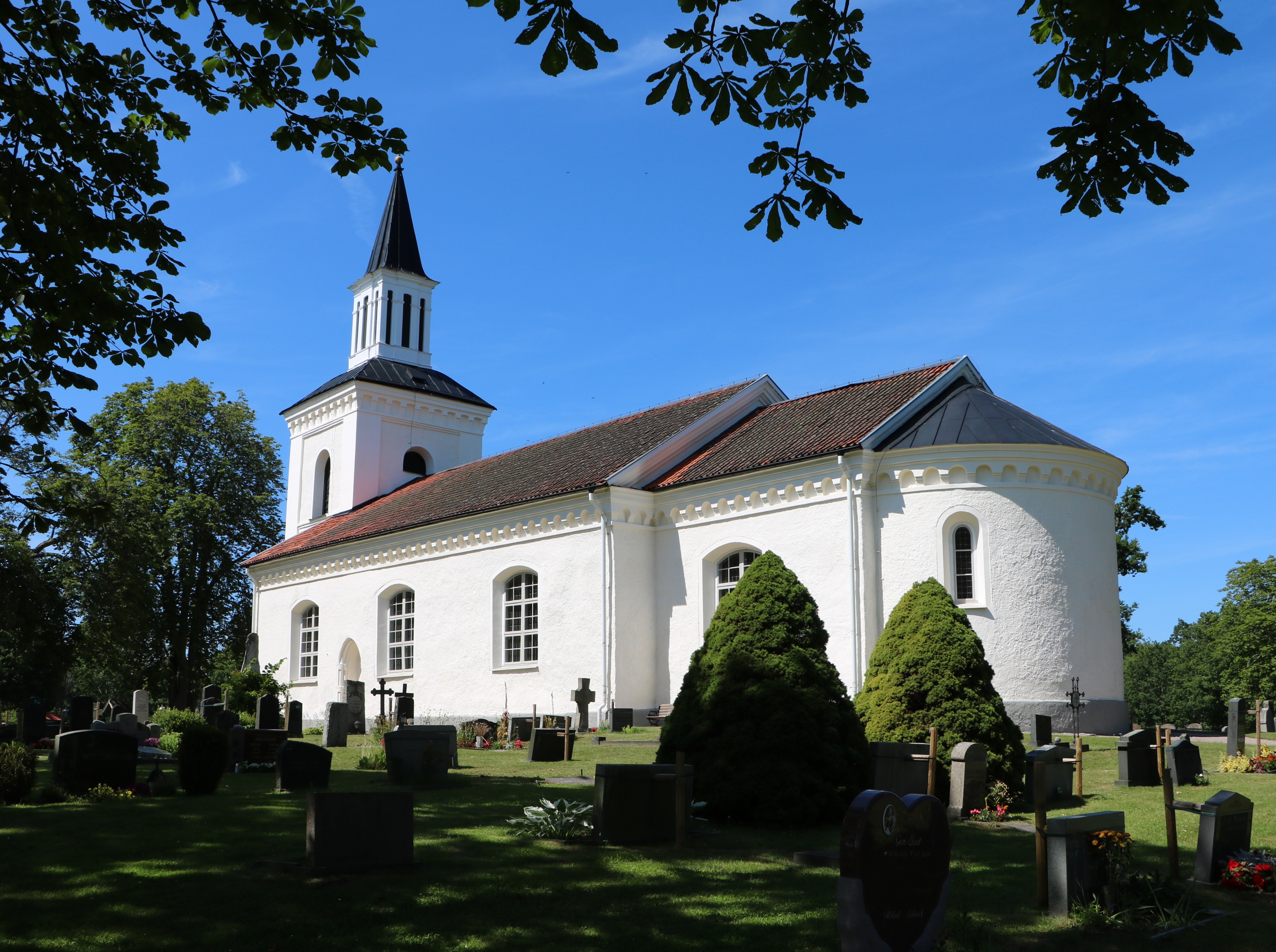
Exteriör från sydöst
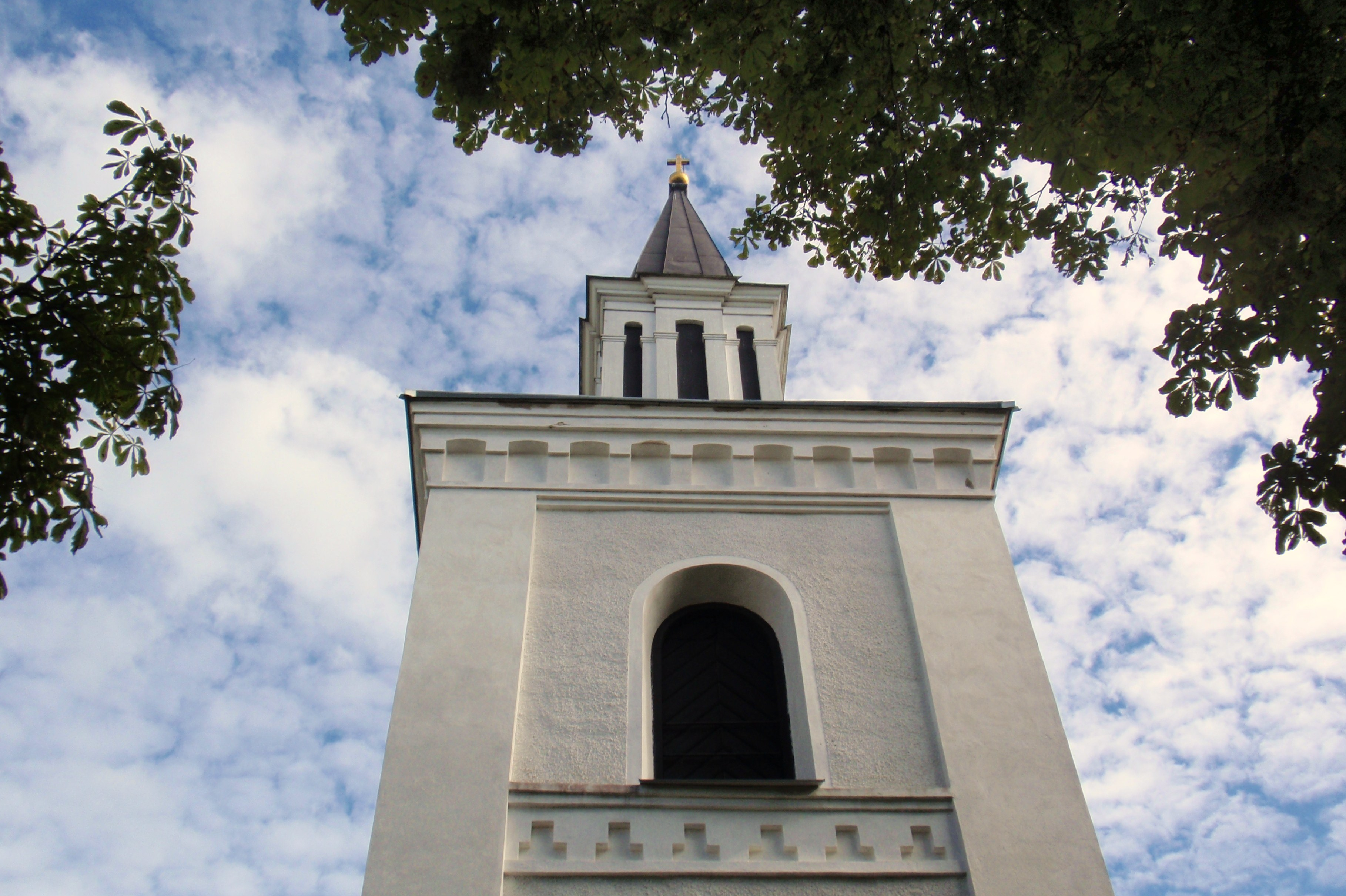
Torn och lanternin
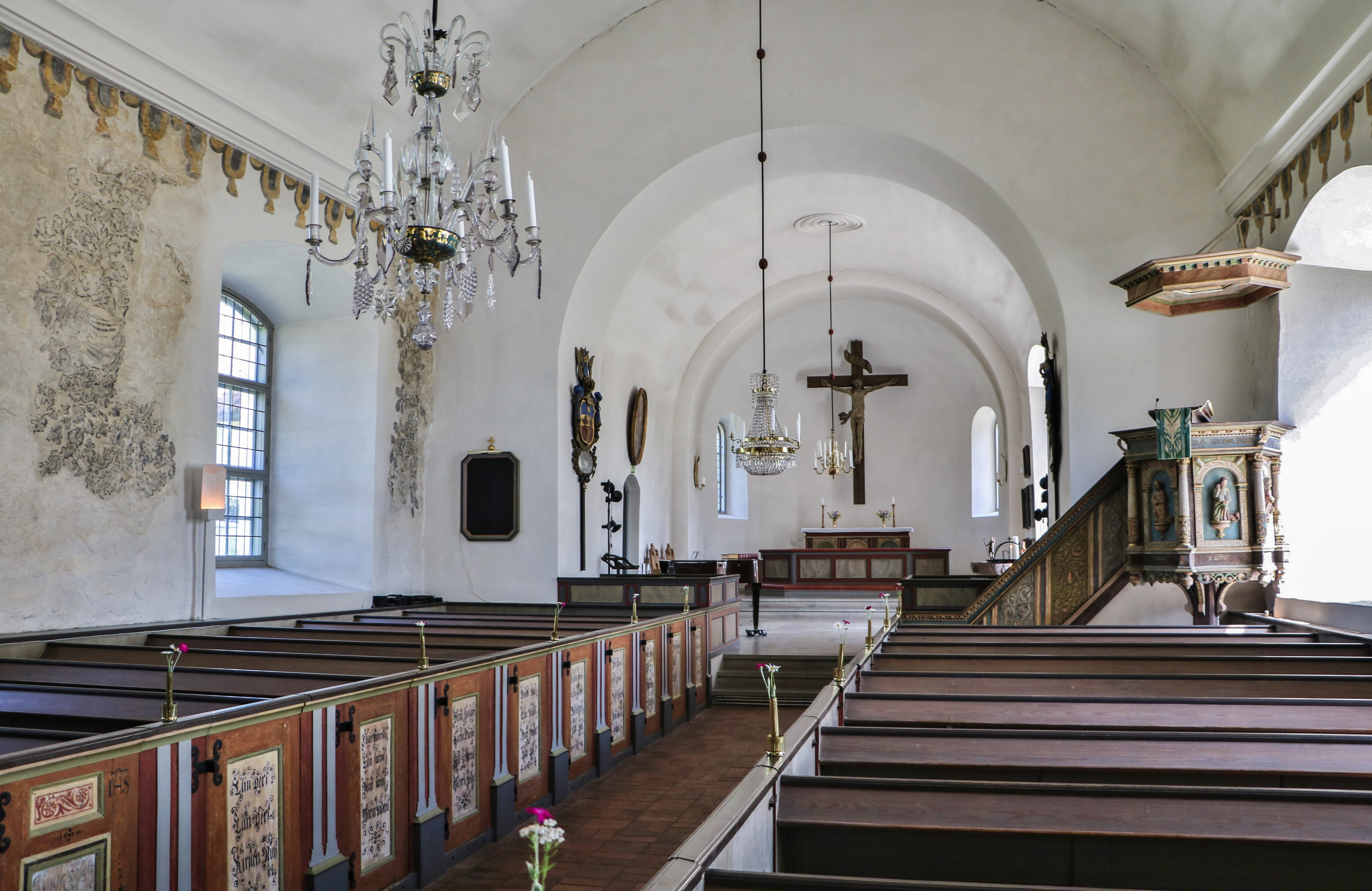
Kyrkorummet mot öster
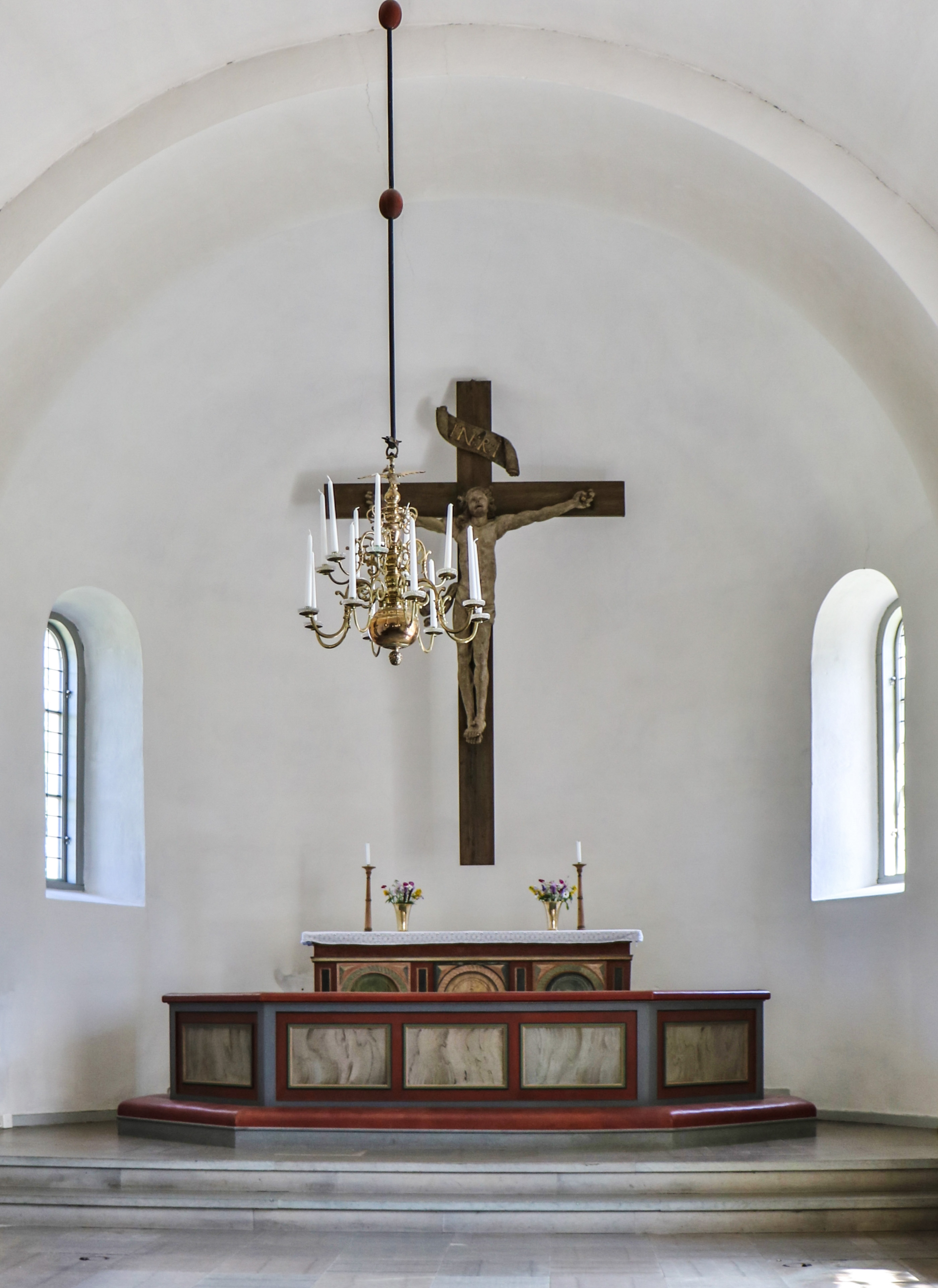
Korabsiden
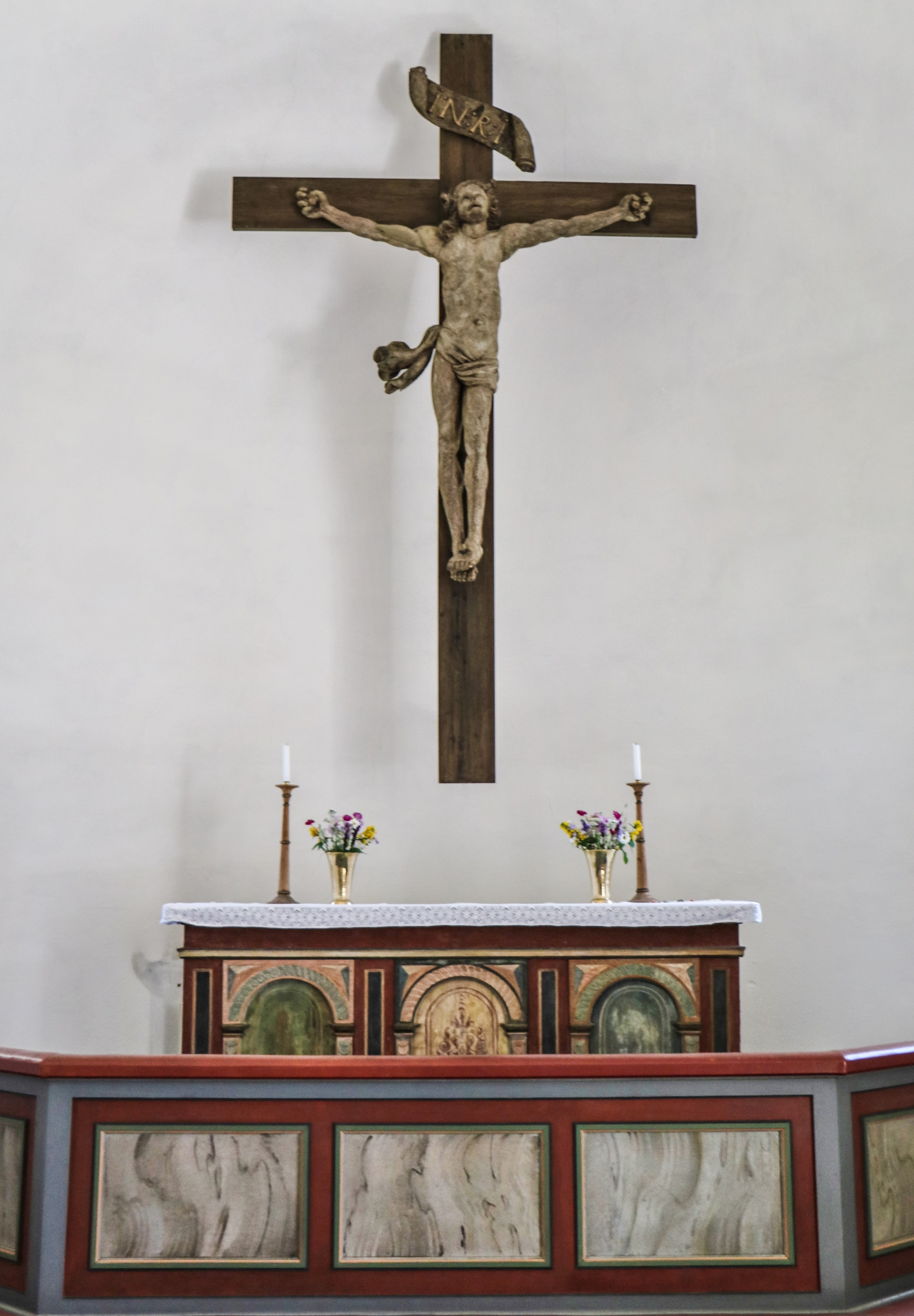
Altaret och krucifix 1530
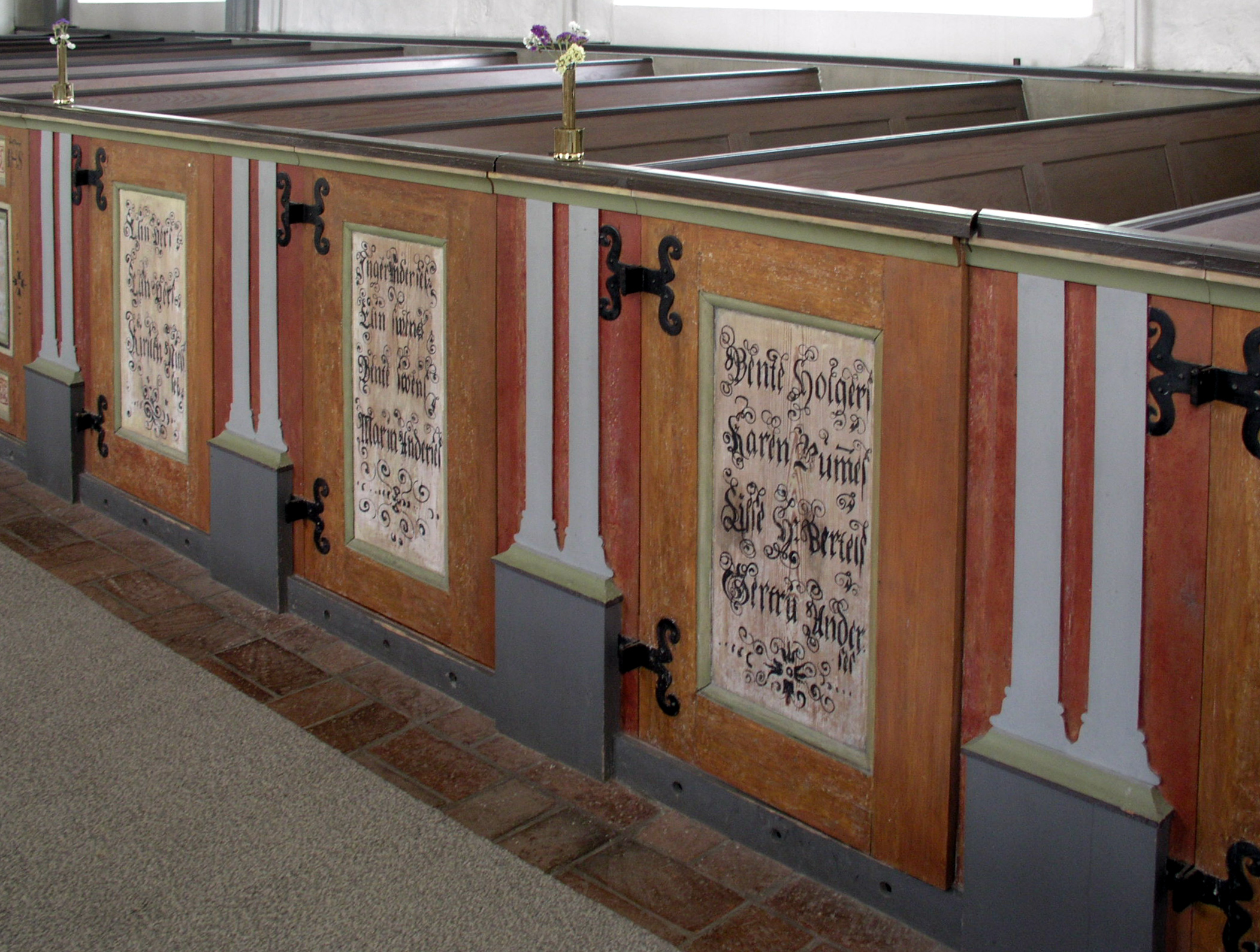
Kyrkbänkarna
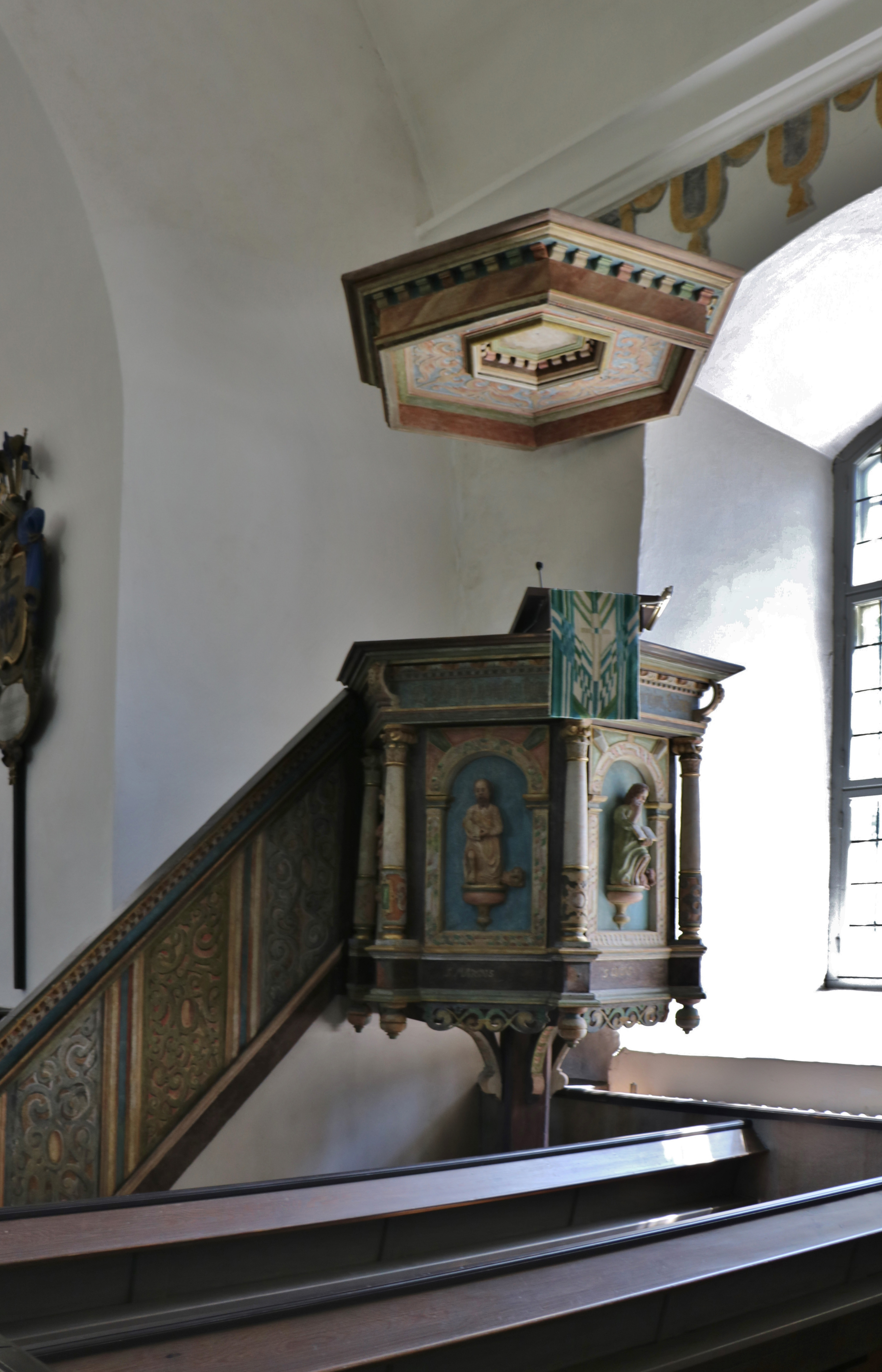
Predikstolen
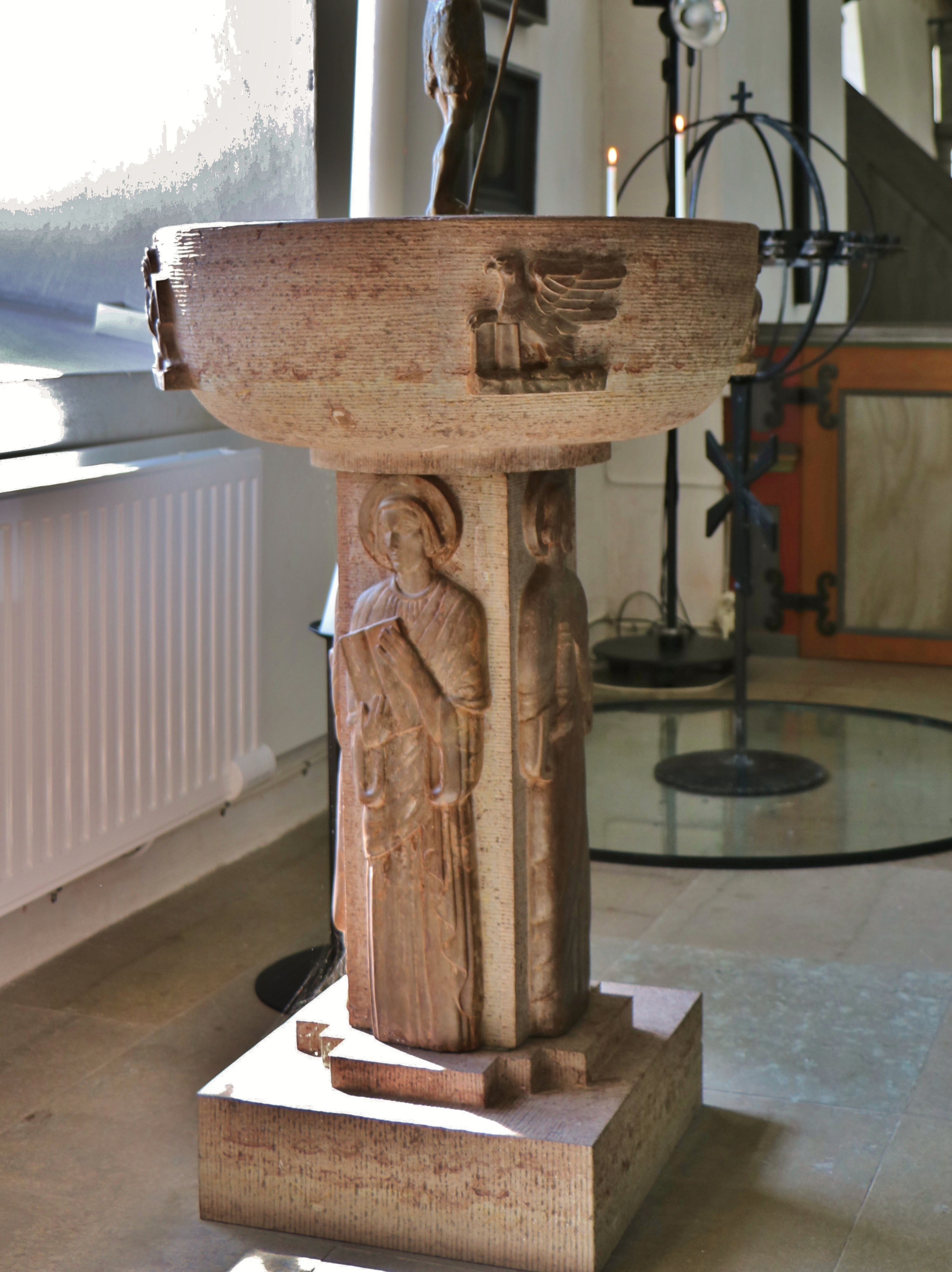
Dopfunten
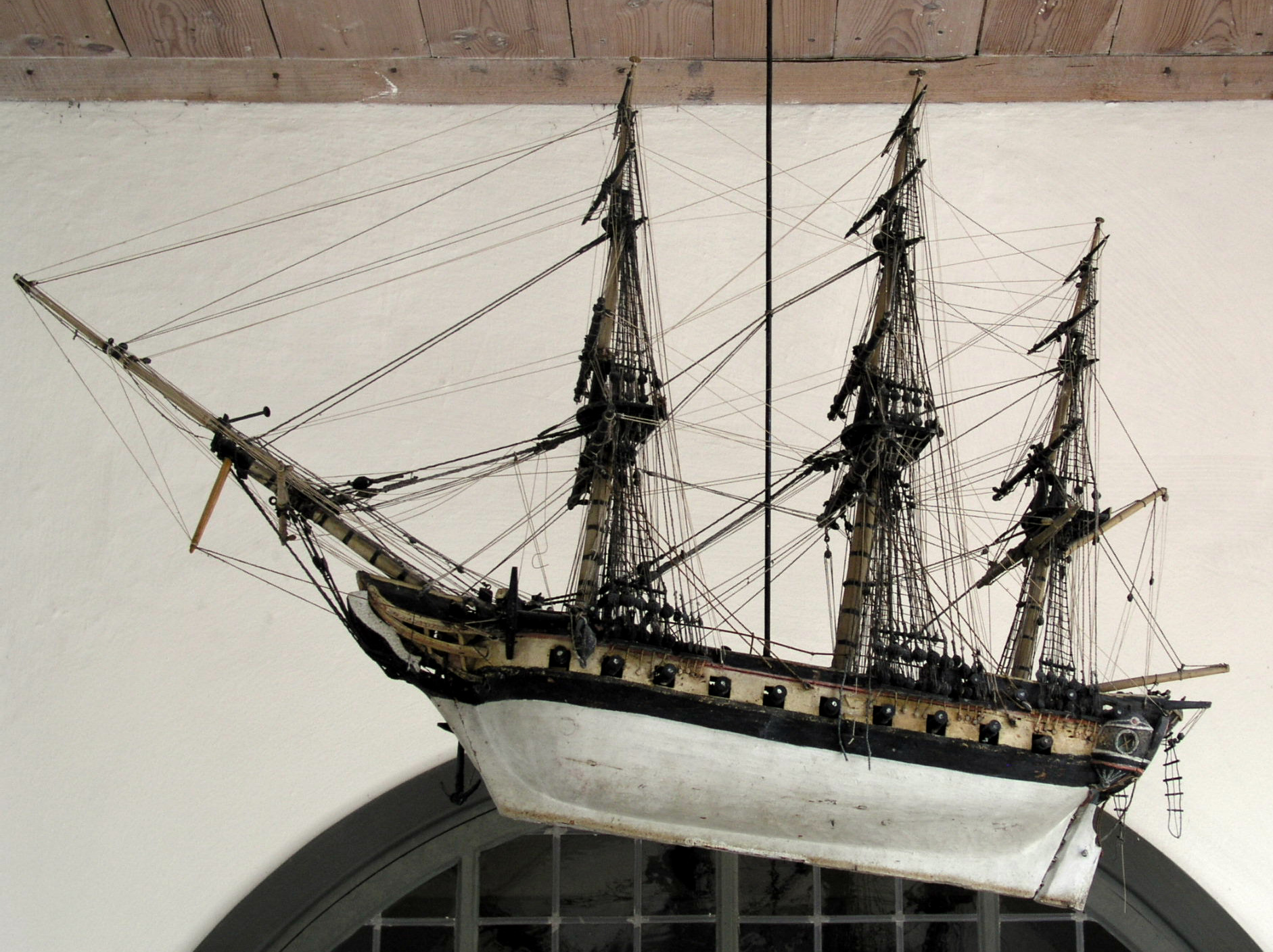
Votivskepp
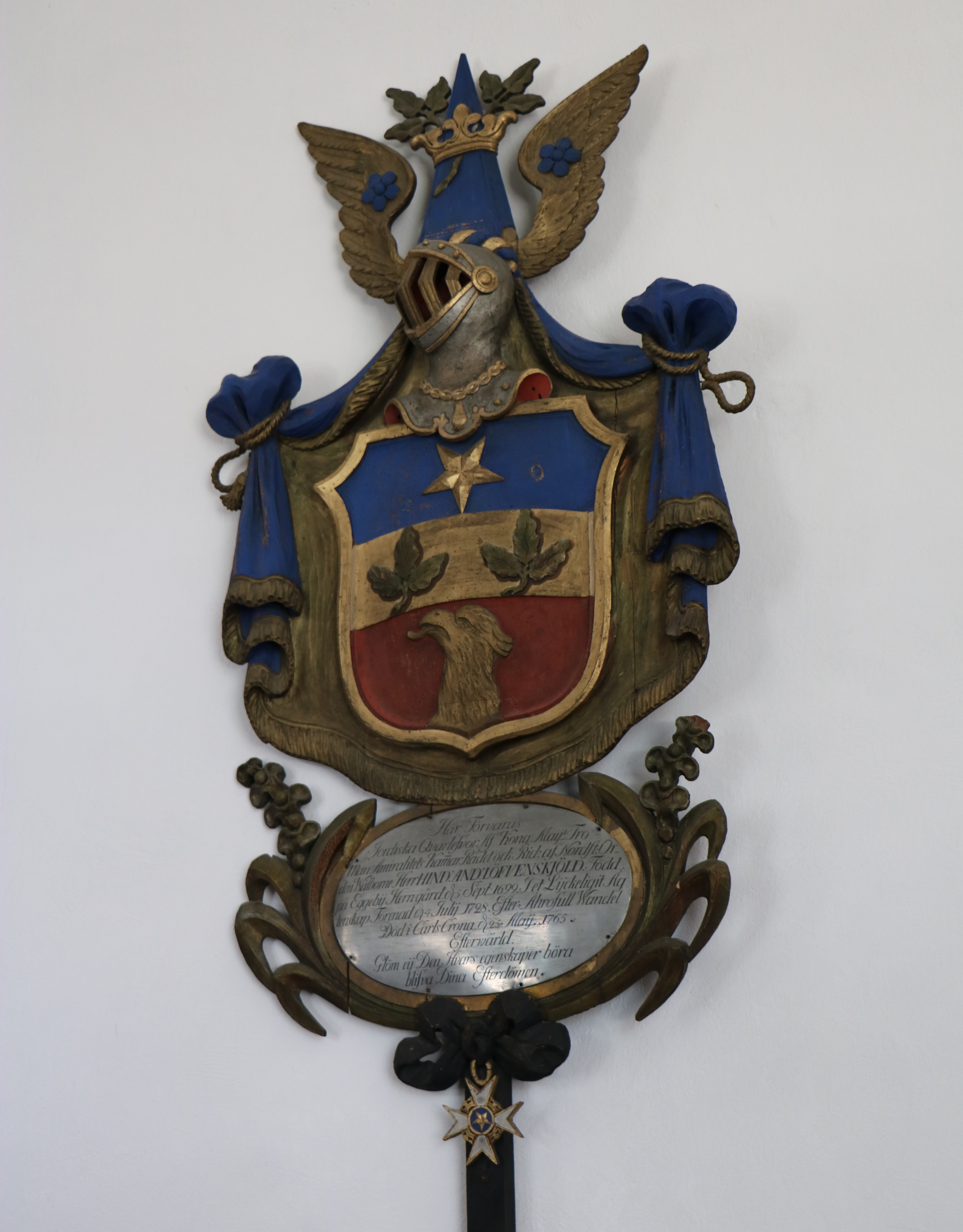
Kammarrådet Löfvenskjölds huvudbaner
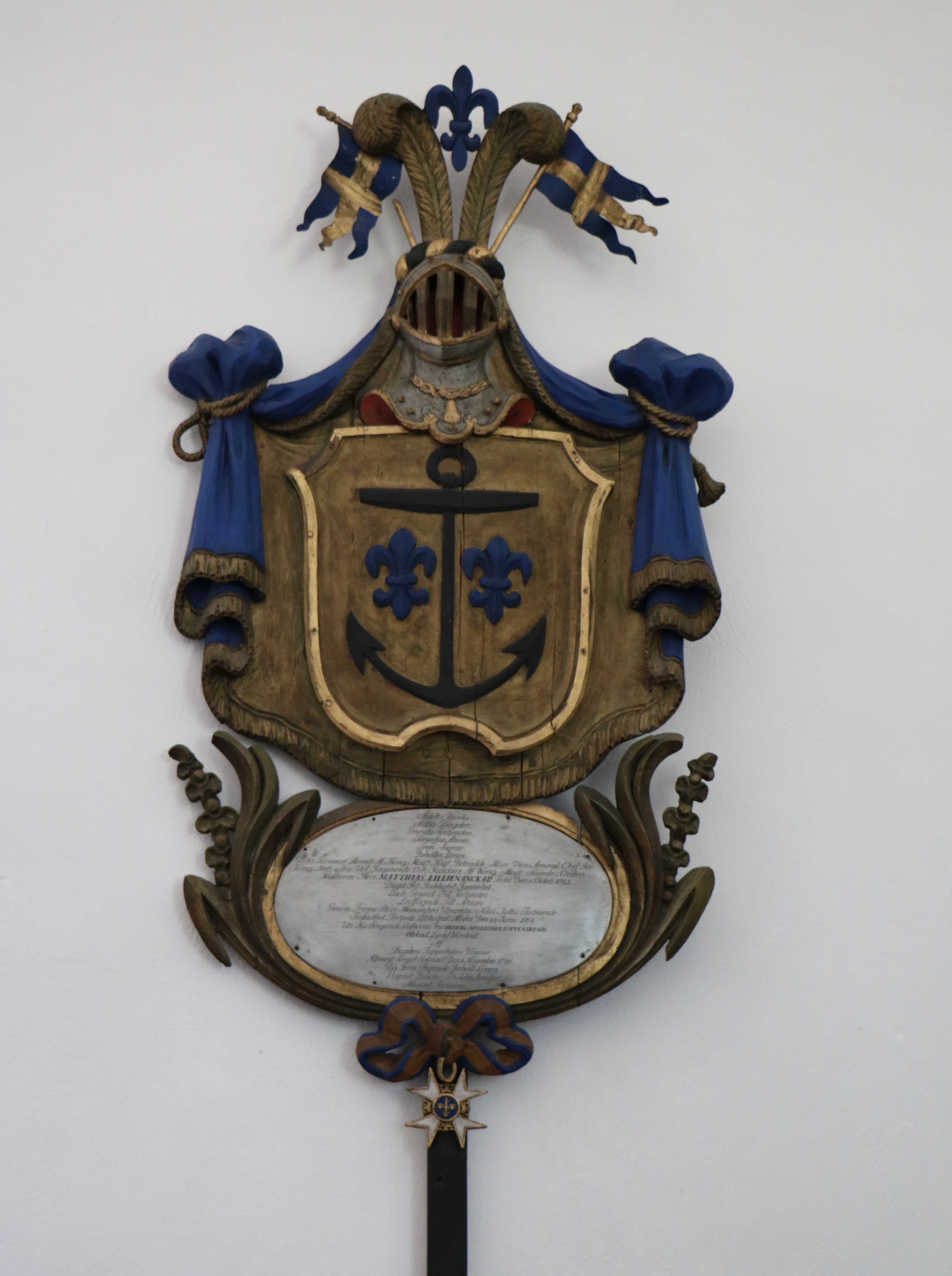
Vice Amiral Lillienankars huvubaner